# Havelock-Belmont-Methuen (Ontario)
Havelock-Belmont-Methuen to gmina (ang. township) w Kanadzie, w prowincji Ontario, w hrabstwie Peterborough.
Powierzchnia Havelock-Belmont-Methuen to 526,06 km².
Według danych spisu powszechnego z roku 2001 Havelock-Belmont-Methuen liczy 4479 mieszkańców (8,51 os./km²).